# Trojden II van Mazovië
Trojden II van Mazovië (tussen 1397 en 1410 - 24 juli 1427) was een zoon van Ziemovit IV van Mazovië en van Alexandra van Litouwen. In 1426 werd hij vorst van Płock en regeerde samen met zijn broer Wladislaus. Trojden bleef ongehuwd.